# Brenztopf
Il Brenztopf, chiamato anche Brenzursprung, è una grossa risorgiva a Königsbronn nel Circondario di Heidenheim nella parte orientale delle alpi sveve, nel Baden-Württemberg. Il fiume che ne esce forma il fiume Brenz, affluente del Danubio.

## Geografia
Il Brenztopf è facilmente raggiungibile presso una falesia nella parte sud della porta principale della città di Königsbronn. Si trova a un'altezza di circa 500 metri s.l.m. ai piedi dello Herwartstein, una delle tre falesie, direttamente vicino al municipio e alla stazione ferroviaria.
Il Brenztopf è il punto di partenza e di arrivo della strada di Königsbronn della Karstquellenweg (Via della fonte carsica).

## Dati

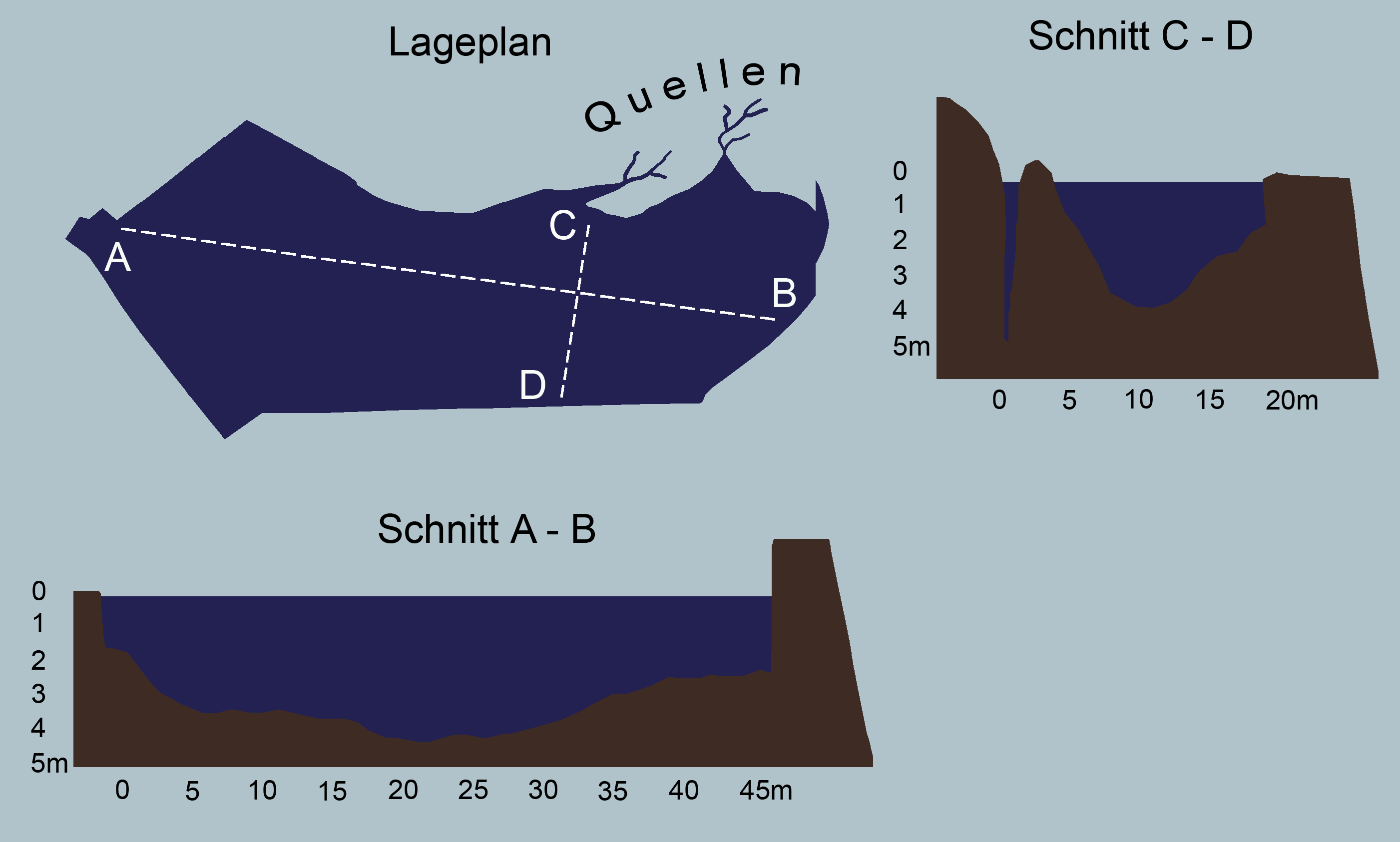
Pianta del luogo, sezioni trasversale e longitudinale del Brenztopf

La portata della risorgiva oscilla dai 230 a oltre 20.000 litri al secondo (in media 1270 l/s) e quindi è una delle più grosse sorgenti della Germania. La sua profondità giunge fino a 4,3 metri. Il suo bacino raccoglie parte dell'Albuch settentrionale e giunge fino a Irmannsweiler, Bartholomä, Amalienhof e Zang.
L'acqua della sorgente ha un valore del pH di 6,9 e una temperatura quasi costante di 7 °C.

## Descrizione
L'acqua della sorgente sgorga a parecchi metri di profondità. Il flusso della fonte emerge da crepe sotterranee, fenditure e cavità nei monti carsici.
La fonte di Brenz è già da secoli dotata di una briglia. La forza dell'acqua veniva utilizzata grazie a un sistema a martello e dall'anno 2000 genera energia elettrica con una Turbina Kaplan.
Il sistema dell'utilizzo della forza del flusso di acqua è stato rinnovato nel 2010.

## Flora
Intorno alla sorgente si trovano in gran parte code di cavallo acquatiche e ranuncoli acquatici. Nel novembre 2006 ha avuto luogo una ripulitura della sorgente e una grossa quantità di piante a rischio estinzione è stata eliminata.

## Galleria d'immagini

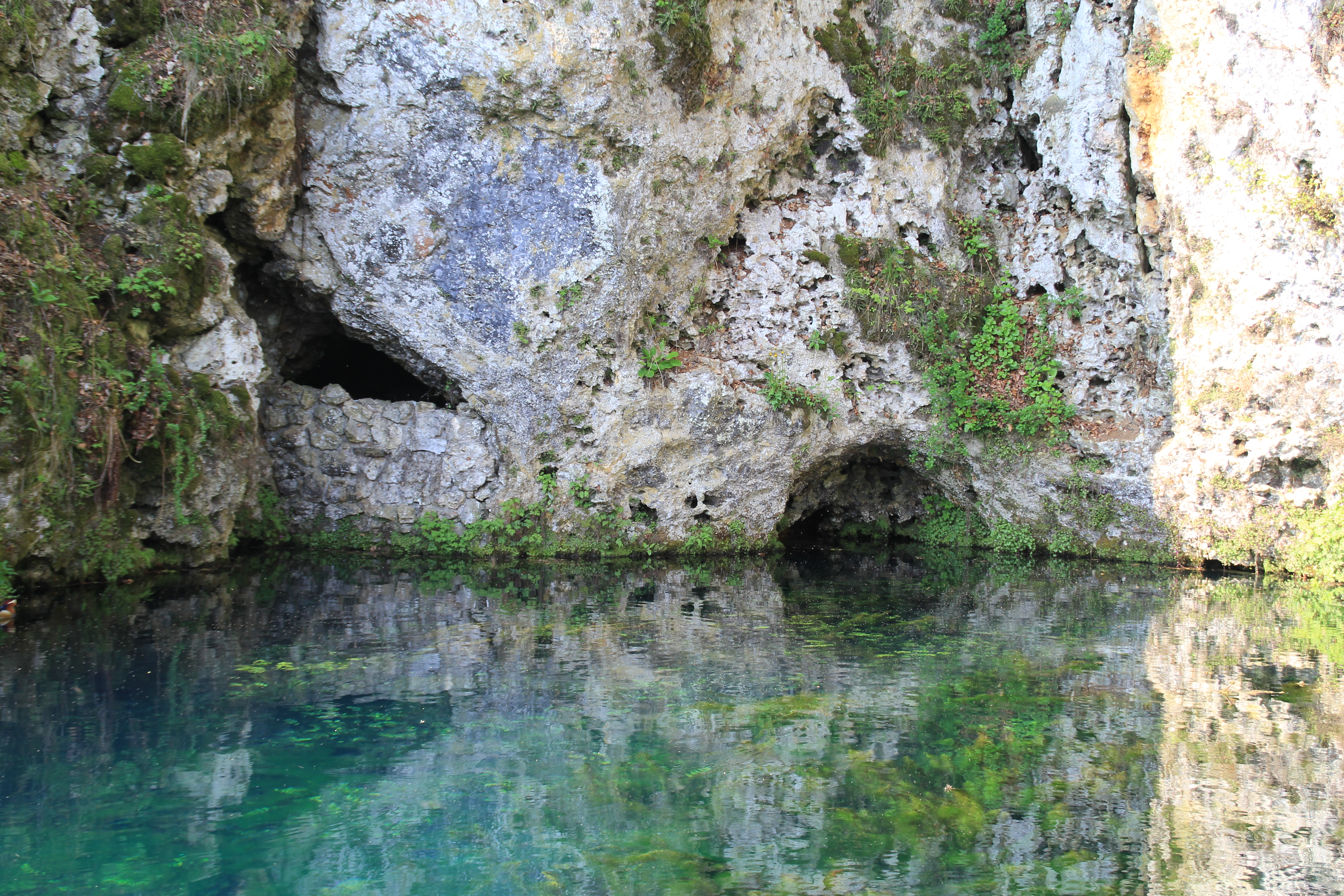
Uscita dalla sorgente
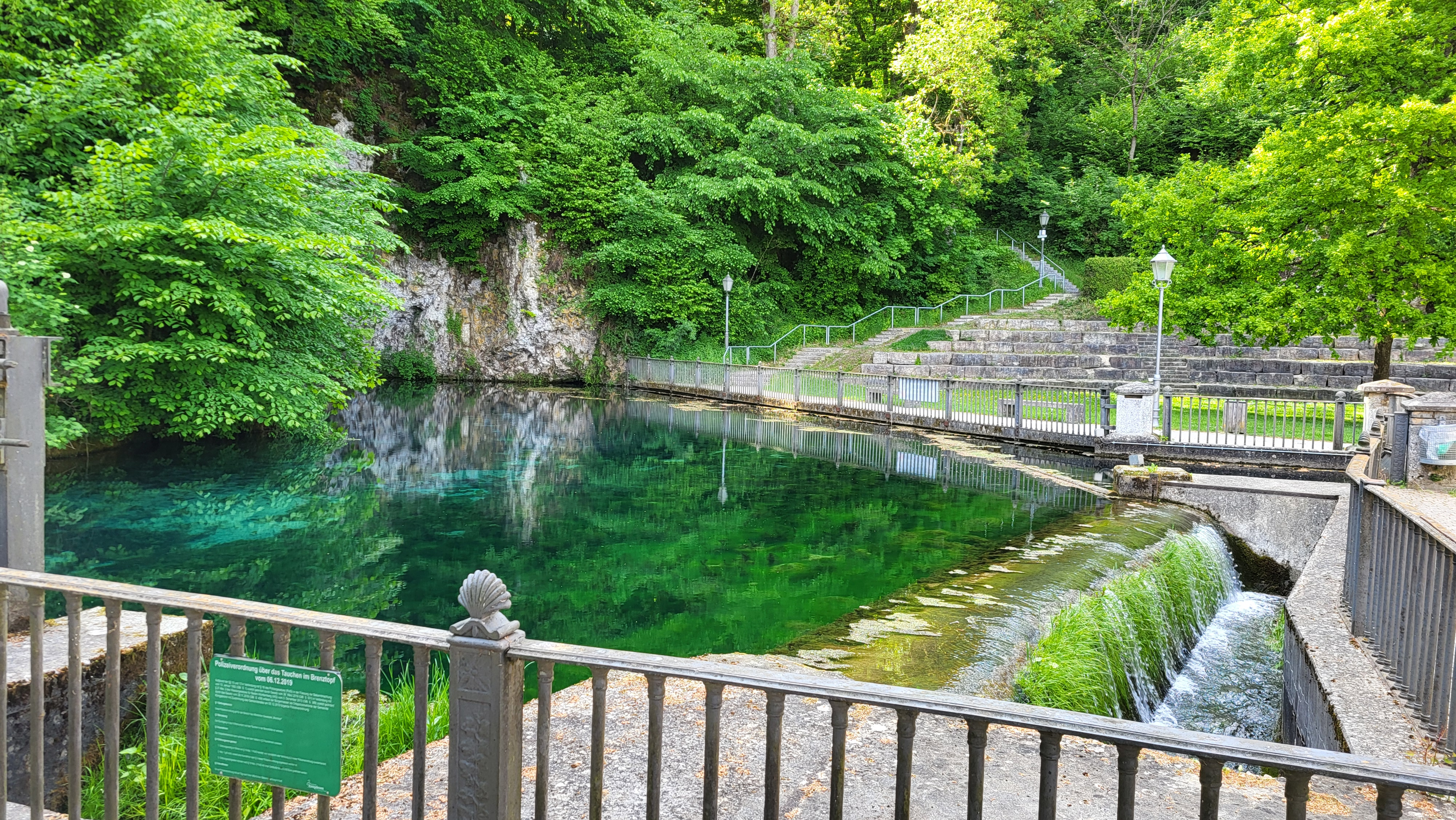
Il Brenz dopo la sorgente
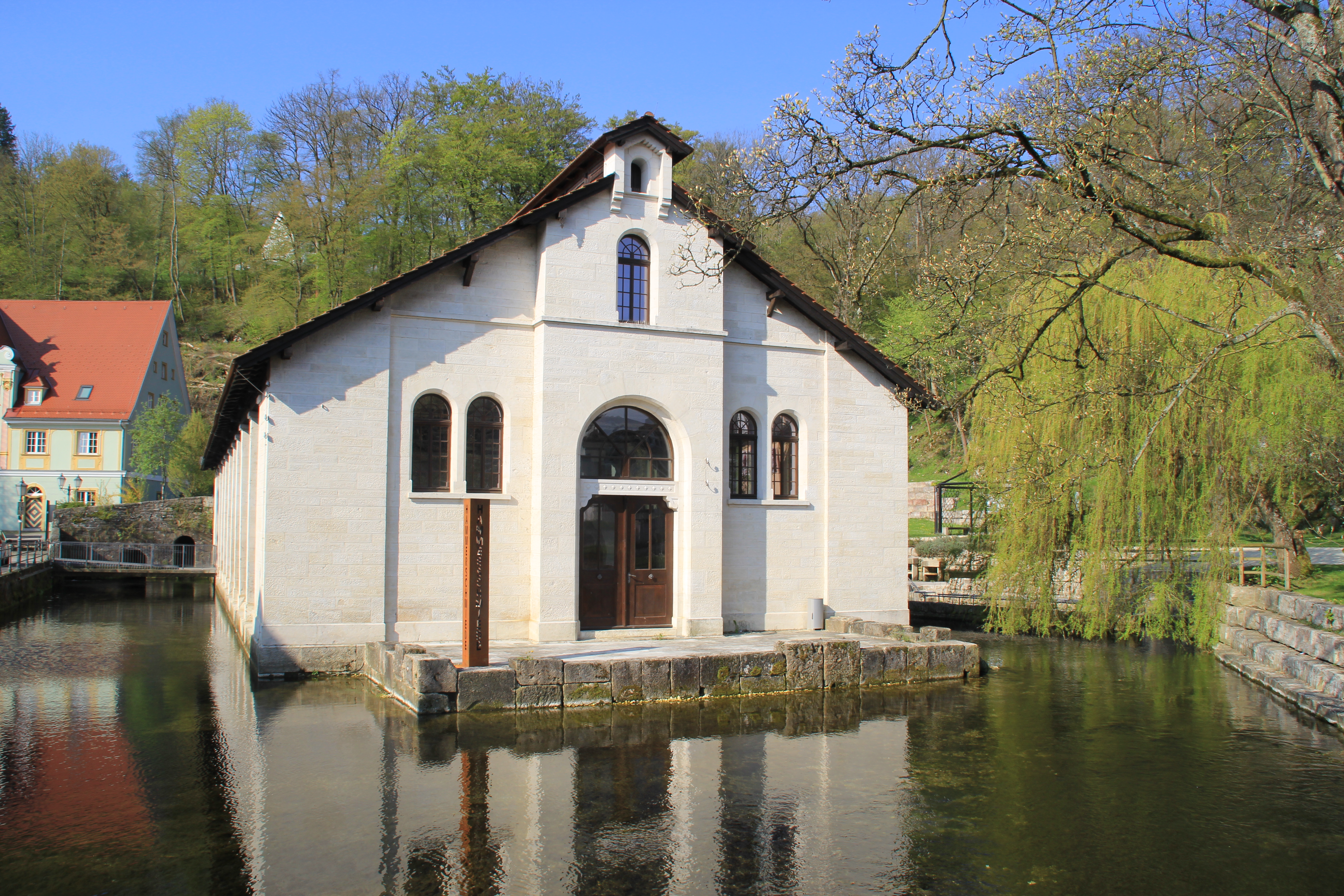
La vecchia ferriera al Brenztopf